# James Abercrombie
James Abercrombie o Abercromby (Glassaugh, 1706 – Stirling, 23 aprile 1781) è stato un generale britannico e comandante in capo delle forze dell'America del Nord nel corso della guerra franco-indiana, famoso soprattutto per la drammatica sconfitta inglese subita nel 1758 nella Battaglia di Fort Carillon.

## Gioventù
Abercrombie nacque a Glassaugh, nel Banffshire, in Scozia in una famiglia ricca, e fu nominato alfiere del 25º reggimento di fanteria all'età di 11 anni. Fu promosso capitano nel 1736 e maggiore nel 1742. Fu promosso colonnello nel 1746 e prestò servizio nella campagna fiamminga della guerra di successione austriaca. Dopo aver fatto esperienza fu promosso maggior generale nel 1756.

## Guerra dei sette anni
Dopo la promozione gli fu ordinato di andare in America come secondo in comando di Lord Loudoun. Abercrombie comandò una brigata a Louisbourg nel 1757 e divenne comandante in capo delle forze britanniche in America del Nord dopo la partenza di John Campbell nel dicembre 1757. Nonostante il suo titolo, la maggioranza delle decisioni venivano prese dal ministero a Londra.
Quell'estate fu messo a capo di una spedizione da condurre contro Fort Carillon (poi noto come Fort Ticonderoga), per prepararsi alla presa di Montréal. Abercrombie fu geniale nell'organizzazione, ma mancò di carisma.Riuscì nel difficile compito di assoldare 15 000 uomini e metterli in marcia nella foresta. L'8 luglio guidò gli uomini in un assalto frontale ad una postazione francese fortificata, senza l'ausilio dell'artiglieria di supporto. Oltre 2 000 uomini furono uccisi o feriti nello scontro. Alla fine la sua truppa fu presa dal panico e fuggì, e si ritirò al campo fortificato a sud del lago George. Questo disastro provocò la sua sostituzione con il generale Jeffrey Amherst e la sua chiamata in Gran Bretagna nel 1759. Nonostante il fallimento fu promosso tenente generale nel 1759 e generale nel 1772. Al suo ritorno in Inghilterra divenne un membro del parlamento nel quale sostenne una politica coercitiva nei confronti delle colonie americane.